# 咖啡杯

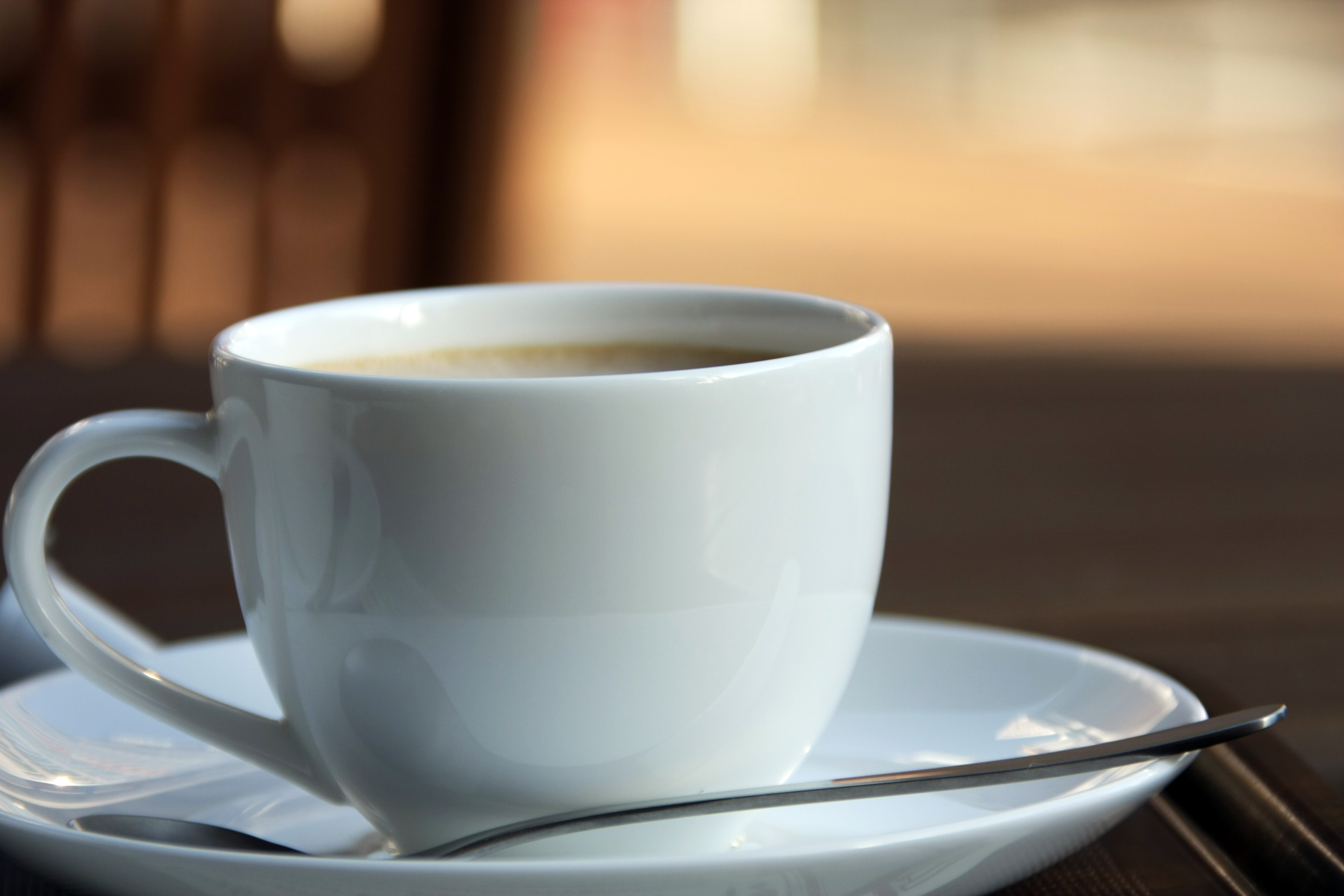
咖啡杯

咖啡杯（Coffee cup），主要用来喝咖啡的杯子。
一般来说，咖啡杯都是光滑的陶瓷杯，并且有一个把手，在咖啡很烫的时候也可以方便地端持。相对于玻璃杯，陶瓷质地的咖啡杯有两个优点，首先是隔热效果较好，并且用冷水冲洗的时候，陶瓷杯不容易因冷热不均而破裂。某些种类的杯子是为喝咖啡而特制的，比如意式浓缩咖啡杯与卡布奇诺咖啡杯。比如茶杯、马克杯等其他种类的杯子也经常用来喝咖啡。咖啡杯的杯身经常会印上各种标识或者口号作为商家的促销品，或者印上一些个性的图案。咖啡馆里的一次性咖啡杯一般都有一个咖啡杯托用来隔热。

## 按材质分
1. 陶瓷质咖啡杯，如：马克杯
2. 玻璃质咖啡杯
3. 纸质咖啡杯，通常用于方便供客人外卖带走
4. 塑料咖啡杯，主要为聚苯乙烯